# Rimelphidium
Rimelphidium es un género de foraminífero bentónico normalmente considerado un subgénero de Cribroelphidium, es decir, Cribroelphidium (Rimelphidium), pero aceptado como sinónimo posterior de Pseudostaffella de la subfamilia Elphidiinae, de la familia Elphidiidae, de la superfamilia Rotalioidea, del suborden Rotaliina y del orden Rotaliida. Su especie tipo era Elphidium vulgare var. vulgare. Su rango cronoestratigráfico abarcaba desde el Plioceno hasta el Pleistoceno.

## Clasificación
Rimelphidium incluía a las siguientes especies:
- Rimelphidium boraense †, también considerado como Cribroelphidium (Rimelphidium) boraense †
- Rimelphidium micrum †, también considerado como Cribroelphidium (Rimelphidium) micrum †
- Rimelphidium paromaense †, también considerado como Cribroelphidium (Rimelphidium) paromaense †
- Rimelphidium planoseptatum †, también considerado como Cribroelphidium (Rimelphidium) planoseptatum †
- Rimelphidium vulgare †, también considerado como Cribroelphidium (Rimelphidium) vulgare †, y aceptado comoCribroelphidium vulgare †